# Distretto di Braganza
Il distretto di Braganza (Bragança in portoghese) è un distretto del Portogallo continentale, appartenente alla provincia tradizionale del Trás-os-Montes e Alto Douro. Confina con la Spagna (province di Ourense a nord, di Zamora a nord-est e di Salamanca a est), con i distretti di Guarda e Viseu a sud e di Vila Real a ovest. La superficie è di 6.608 km² (5º maggior distretto portoghese), la popolazione residente (2001) è di 148.808 abitanti. Capoluogo del distretto è Braganza.

## Geografia antropica

### Suddivisioni amministrative
Il distretto di Braganza è diviso in 12 comuni:
- Alfândega da Fé
- Braganza
- Carrazeda de Ansiães
- Freixo de Espada à Cinta
- Macedo de Cavaleiros
- Miranda do Douro
- Mirandela
- Mogadouro
- Torre de Moncorvo
- Vila Flor
- Vimioso
- Vinhais

Nell'attuale divisione principale del paese, il distretto è compreso nella regione Nord (Norte) ed è diviso in due subregioni, che entrambe comprendono anche comuni di altri distretti, l'Alto Trás-os-Montes e il Douro. In sintesi:
- Regione Nord
  - Alto Trás-os-Montes
    - Alfândega da Fé
    - Braganza
    - Macedo de Cavaleiros
    - Miranda do Douro
    - Mirandela
    - Mogadouro
    - Vimioso
    - Vinhais

  - Douro
    - Carrazeda de Ansiães
    - Freixo de Espada à Cinta
    - Torre de Moncorvo
    - Vila Flor

## Geografia fisica
Il distretto di Braganza è composto da due regioni distinte, che corrispondono grosso modo alla divisione in subregioni. A nord, le regioni a maggiore altitudine costituiscono la Terra Fredda Transmontana (Terra Fria Transmontana), o Alto Trás-os-Montes, dove il paesaggio è dominato dai bassi declivi dell'altopiano transmontano; a sud, si trova; a Terra Quente Trasmontana, di clima più mite, segnata dalla valle del fiume Douro e dalle valli dei suoi affluenti.
Il Douro costituisce la caratteristica geografica più importante, marcando il confine del distretto lungo tutta la frontiera meridionale e la maggior parte di quella orientale, fino all'estremità nord-orientale del territorio portoghese. Nella valle del Douro si trovano i terreni più bassi del distretto, che si trova quasi tutto al di sopra dei 400 m, ad eccezione delle valli dei fiumi principali e della regione di Mirandela.
Oltre al Douro, i principali fiumi del distretto scorrono da nord a sud o da nord-est a sud-ovest, e fanno tutti parte del bacino idrografico del Douro. I principali sono il Tua, che nasce in Spagna come il Tuela e bagna la zona occidentale del distretto, e il Sabor, che anch'esso nasce in Spagna, abbastanza vicino al Tuela, ma che scorre attraverso la zona orientale del distretto. Entrambi hanno una piccola rete di affluenti.
Tra le valli dei fiumi, si innalzano le serre. La Serra da Nogueira separa le valli del Tuela e del Sabor, innalzandosi fino a 1.320 m. Più a sud si ha la Serra de Bornes che separa il Tua dal Sabor, salendo fino a 1.199 m. A est, la Serra do Mogadouro è poco più di una serie di colline che separano il Sabor dal Douro, arrivando a 997 m. A nord, vicino alla frontiera spagnola, si alzano le montagne più alte: la Serra da Coroa raggiunge 1.273 m s.l.m. a nord di Vinhais e la Serra de Montezinho si prolunga nel territorio spagnolo, dove raggiunge 1.600 m di altitudine.
Ad eccezione della diga dell'Azibo, costruita sull'omonimo fiume, affluente di destra del Sabor, tutte le dighe del distretto sono costruite sul Douro. Sono, da valle a monte, la diga di Valeira, la diga del Pocinho, la diga di Saucelle (già sul Douro internazionale), la diga di Aledeadávila, la diga della Bemposta, la diga del Picote e la diga di Miranda.

## Luoghi d'interesse
- Parco naturale di Montesinho